# Vaccinium otophyllum
Vaccinium otophyllum är en ljungväxtart som beskrevs av Herman Otto Sleumer. Vaccinium otophyllum ingår i Blåbärssläktet, och familjen ljungväxter. Inga underarter finns listade i Catalogue of Life.